# Willow Brook Golf Course
Willow Brook Golf Course is een golfbaan in Albertville, Verenigde Staten. De golfbaan heeft 18 holes en heeft een par van 72 slagen. Willow Brook Golf Course is opgericht in 1998.